# Van Nassau
Van Nassau is de naam van de leden van de groothertogelijke familie van Luxemburg die geen rechten op de troon (meer) hebben.

## Geschiedenis
Nadat in 1890 de personele unie tussen de koning der Nederlanden en de groothertog van Luxemburg ophield te bestaan, ging het groothertogdom over op de Walramse tak van het Huis Nassau. In 1912 stierf ook de Walramse tak in mannelijke lijn uit met Willem IV van Luxemburg (1852-1912). Daarna volgden twee dochters hun vader op, vanaf 1919 Charlotte van Luxemburg (1896-1985). Charlotte was getrouwd met Felix van Bourbon-Parma (1893-1970) en de leden van het groothertogelijke huis voeren sindsdien de titel en naam prins(es) van Luxemburg van Bourbon-Parma en van Nassau.
Aan leden die afstand hebben gedaan van hun rechten op de troon of zonder toestemming van het hoofd van het huis zijn getrouwd, werd door de groothertog in 1995 eerst de titel van graaf (gravin) van Nassau verleend, en op 26 januari 2004 de titel van prins(es) van Nassau. Ook de kinderen van Louis van Luxemburg (1986) dragen sinds 2009 de titel van prins van Nassau. Al deze personen maken geen deel meer uit van het groothertogelijk huis.

## Enkele telgen
Charlotte van Luxemburg (1896-1985), groothertogin van Luxemburg
- Jan van Luxemburg (1921), groothertog van Luxemburg
  - Hendrik van Luxemburg (1955), groothertog van Luxemburg
    - Louis van Luxemburg (1986)
      - Gabriel Michael Louis Ronny, sinds 2009: prins van Nassau (2006)
      - Noah Guillaume, sinds 2009: prins van Nassau (2007)

  - Jan van Luxemburg (1957), prins van Luxemburg van Bourbon-Parma en van Nassau
    - Marie Gabrielle, sinds 21 september 1995 gravin, sinds 26 januari 2004: prinses van Nassau (1986)
    - Constantin, sinds 21 september 1995 graaf, sinds 26 januari 2004: prins van Nassau (1988)
    - Wenceslas, sinds 21 september 1995 graaf, sinds 26 januari 2004: prins van Nassau (1990)
    - Carl Johan, sinds 21 september 1995 graaf, sinds 26 januari 2004: prins van Nassau (1992)
- Karel van Luxemburg (1927-1977), prins van Luxemburg van Bourbon-Parma en van Nassau
  - Robert prins van Luxemburg van Bourbon-Parma en van Nassau (1968)
    - Charlotte gravin, sinds 26 januari 2004: prinses van Nassau (1995)
    - Alexander graaf, sinds 26 januari 2004: prins van Nassau (1997)
    - Frederik graaf, sinds 26 januari 2004: prins van Nassau (2002)